# 1700 au théâtre
| Années du théâtre : 1697 - 1698 - 1699 - 1700 - 1701 - 1702 - 1703    |
| Décennies du théâtre : 1670 - 1680 - 1690 - 1700 - 1710 - 1720 - 1730 |

## Événements
- 19 avril : ouverture de la saison théâtrale à Paris.
- novembre : ouverture du Théâtre de la Monnaie à Bruxelles, construit par Gio Paolo Bombarda.
- 17 théâtres permanents sont répertoriés à Venise, dont 7 consacrés à l’opéra.

## Pièces de théâtre publiées
- William Congreve, Le Train du monde (The Way of the World), comédie, Londres, Jacob Tonson.
- John Vanbrugh, La femme poussée à bout : comédie traduite de la pièce anglaise intitulée "The provok'd wife", sur l'imprimé à Londres, chez J. Wite, II-212 p. (traduction attribuée à Charles de Saint-Évremond).

## Pièces de théâtre représentées
- 5 janvier : Thésée, tragédie d'Antoine de La Fosse, Paris, Comédie-Française.
- 12 janvier : Démocrite amoureux, comédie de Jean-François Regnard, Paris, Comédie-Française.
- 11 février : Le Retour imprévu, comédie de Jean-François Regnard, Paris, Comédie-Française.
- mars : Le Train du monde (The Way of the World), comédie de William Congreve, Londres, théâtre de Lincoln's Inn Fields.
- avril : The Fate of Capua, tragédie de Thomas Southerne, Londres, théâtre de Lincoln's Inn Fields.
- 13 juillet : La Fête de village de Dancourt, Paris, Comédie-Française.
- 27 août : L'Esprit de contradiction de Charles Dufresny, Paris, Comédie-Française.
- 18 octobre : Les Trois Cousines de Dancourt, Paris, Comédie-Française.
- 17 décembre : Le Capricieux de Jean-Baptiste Rousseau, Paris, Comédie-Française.
- décembre : The Ambitious Stepmother, tragédie de Nicholas Rowe, Londres, théâtre de Lincoln's Inn Fields.

## Naissances
- Vers 1700 :
  - Léonor Soulas d'Allainval, dit l'abbé d'Allainval, auteur dramatique français, mort le 2 mai 1753.

## Décès
- 13 janvier (enterrement) : Susanna van Lee, actrice néerlandaise active à Amsterdam, née vers 1630.
- 14 mars : Henry Killigrew, dramaturge anglais, né le 11 février 1613.
- 12 mai : John Dryden, poète et dramaturge anglais, né le 19 août 1631.
- 31 août : Évariste Gherardi, acteur et dramaturge italien installé en France, né le 11 novembre 1663.
- 19 ou 20 novembre : André Hubert, acteur français, sociétaire de la Comédie-Française, né en 1635.
- 30 novembre : Armande Béjart, actrice française, née en 1633 ou en 1643.